# 崇教兴福寺塔
31°38′50.5″N 120°44′39.1″E / 31.647361°N 120.744194°E
崇教兴福寺塔位于中国江苏省常熟市大东门内，2006年被列为第六批全国重点文物保护单位。

## 历史
崇教兴福寺塔始建于南宋建炎四年（1130年），咸淳八年（1272年）重修。抗日战争期间底层副阶被炸毁。中华人民共和国成立后多次重修。塔身平面呈方形，共九层，砖身木檐楼阁式，立面轮廓呈抛物线形，塔内有木质楼梯。崇教兴福寺塔不仅是佛塔，还具有风水塔的意义，是佛塔演变为风水塔的重要实例。